# Edward Bird
Pour les articles homonymes, voir Bird.
Edward Bird, né le 12 avril 1772 à Wolverhampton et mort le 2 novembre 1819 à Londres, est un artiste peintre de genre de nationalité britannique.

## Biographie
D'abord apprenti dans une manufacture de faïence à Birmingham, il s'installe à Bristol en 1794 afin d'établir une école de dessin. Il épouse cette même année, Martha Dodrel. Appartenant à l'école de Bristol, il fréquente des peintres comme Edward Villiers Rippingille, Nathan Cooper Branwhite,
Son activité de professeur ne l'empêche pas de se perfectionner, et il continue à peindre jusqu'à sa mort. En 1812, il devient associé, et en 1815 membre de la Royal Academy de Londres.
En 1813, il est nommé peintre de la princesse Charlotte.
Edward montre, dans le choix de ses sujets, une prédilection pour les scènes de la vie familiale, et il y réussit.

## Musées
- Victoria and Albert Museum de Londres, Intérieur de Cottage – Newport (Gal.)
- Bristol City Museum and Art Gallery, Princesse Caraboo (1817).